# No. 226 Squadron RAF
Il No. 226 Squadron RAF era un'unità della Royal Air Force britannica nata come squadriglia da bombardamento durante la prima guerra mondiale e la seconda guerra mondiale e come parte della forza missilistica nucleare del Regno Unito nei primi anni '60.

## Prima guerra mondiale
Creato il 1º aprile 1918 a Taranto Punta Pizzone, in Italia, riprogettando la Scuola da Bombardamento di Pizzone, il No. 226 Squadron operò con bombardieri veloci ed aerei da caccia nel 67° Wing di Taranto e formò i n. 472, 473 e 474 (caccia) al suo interno nel settembre 1918.
Equipaggiato con gli Airco DH.4 ed alcuni Sopwith Camel (474 Flt) effettuò ricognizioni costiere, pattugliamenti anti-sommergibili e missioni di bombardamento contro obiettivi austriaci. A giugno i DH4 furono sostituiti dagli Airco DH.9 ed in ottobre lo squadron si trasferì a Limnos, da dove effettuò attacchi contro bersagli turchi nell'Egeo. Tornò in Italia a novembre, sciogliendosi il 18 dicembre 1918
dopo l'Armistizio di Compiègne quando lo squadron fu sciolto a Taranto.

## Seconda guerra mondiale
Come parte del piano di riarmamento, il No. 226 Squadron fu riformato alla RAF Upper Heyford, 10 km a nord-ovest di Bicester, come squadrone di bombardieri leggeri, il 15 marzo 1937, sui bombardieri leggeri Fairey Battle. Operò in Francia come parte della Forza aerea aerea avanzata, il No. 226 Squadron subì pesanti perdite durante la Campagna di Francia, ritirandosi verso ovest ed evacuando da Brest (Francia) a metà giugno 1940.
Lo squadron fu riassemblato alla RAF Sydenham, oggi Belfast City Airport, trasferendosi nell'East Anglia e riequipaggiato con i bombardieri medi Douglas A-20 Havoc/Boston e B-25 Mitchell del Nord America, effettuando attacchi contro i porti tedeschi e gli attacchi anti-spedizione.
L'Operazione Overlord nel 1944 vide il No. 226 Squadron diventare parte della 2nd Tactical Air Force, supportando l'invasione in Normandia e l'avanzata alleata in Germania. Lo squadrone fu sciolto poco dopo che le ostilità cessarono, presso l'aeroporto di Gilze-Rijen, tra Breda (Paesi Bassi) e Tilburg nel Brabante Settentrionale, il 20 settembre 1945.

## Il dopoguerra
Lo squadrone fu riformato nel 1959 come uno dei venti squadroni di missili strategici (SM) associati al Project Emily equipaggiati con tre missili balistici Douglas Intermediate (IRBM) della gamma Douglas PGM-17, con base a RAF Catfoss, 6,4 km ad ovest di Hornsea, nello Yorkshire come parte del gruppo Driffield dei siti di lancio Thor.
Durante la Crisi dei missili di Cuba del 1962, lo squadrone fu tenuto alla massima prontezza, con i missili puntati sugli obiettivi strategici nell'Unione Sovietica. La risoluzione della crisi missilistica includeva la disattivazione degli IRBM dei Thor e dei PGM-19 Jupiter nel Regno Unito, in Italia ed in Turchia. Lo squadrone fu sciolto con la fine del Project Emily nel 1963.